# Zamek Kazimierzowski w Przemyślu
Zamek Kazimierzowski – renesansowy zamek w Przemyślu, na Wzgórzu Zamkowym wznoszącym się na południowy-zachód od Starego Miasta, położony na wysokości 270 m n.p.m. 
Pierwszy murowany zamek został wzniesiony na wzgórzu po roku 1340, za panowania Kazimierza Wielkiego w miejscu drewniano-ziemnego grodu, w którym już w początkach XI wieku król Bolesław Chrobry, który zbudował murowaną romańską rotundę i przylegające do niej palatium (pałac). Zamek Kazimierza Wielkiego został zbudowany w stylu gotyckim. Z tego okresu do dziś zachowała się jedynie ostrołukowa brama wjazdowa. Zamek ten został uszkodzony podczas najazdu wojsk Hospodarstwa Wołoskiego w 1498 roku.  
Zamek rozbudowano i zmodernizowano podczas odbudowy w latach 1514–1553. Przeprowadził ją Piotr Kmita Sobieński, wzmacniając obronność obiektu poprzez budowę bastei. Wzmocniony przez niego zamek posiadał plan czworoboku z okrągłymi basztami na narożach, a w narożniku południowym czworoboczną wieżę. Pod zamkiem znajdował się ufortyfikowany przygródek. W latach 1616–1633 starosta Marcin Krasicki zlecił Galeazzo Appianiemu przeprowadzenie przebudowy zamku. Ten podwyższył baszty północną i wschodnią, natomiast skrzydło północno-wschodnie przekształcił na budynek mieszkalny z krużgankami. W 1678 roku starosta Marcin Kazimierz Kątski umieścił na zamku zbrojownię. W 2 poł. XVII wieku podejmowano kolejne próby wzmocnienia obronności zamku. 
W latach 1759–1762 starosta Stanisław Poniatowski zburzył kurtynę południowo-zachodnią wraz z południową i zachodnią basztą i wybudował nowy mur, pomniejszający rozciągłość zamku o ok. 10 metrów. Do budynku bramnego dodano przypory. 

Widoki archiwalne
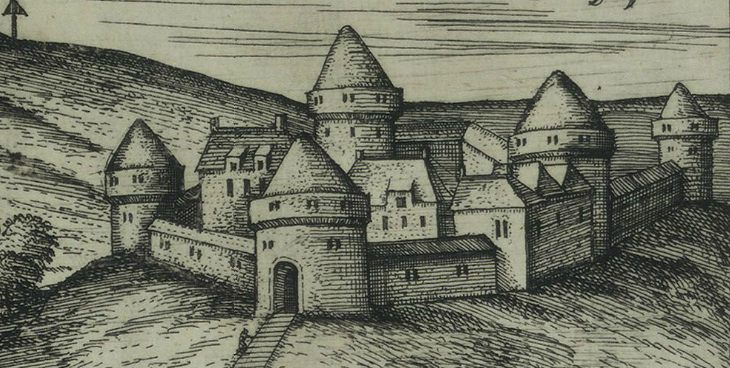
Widok w 1617 roku
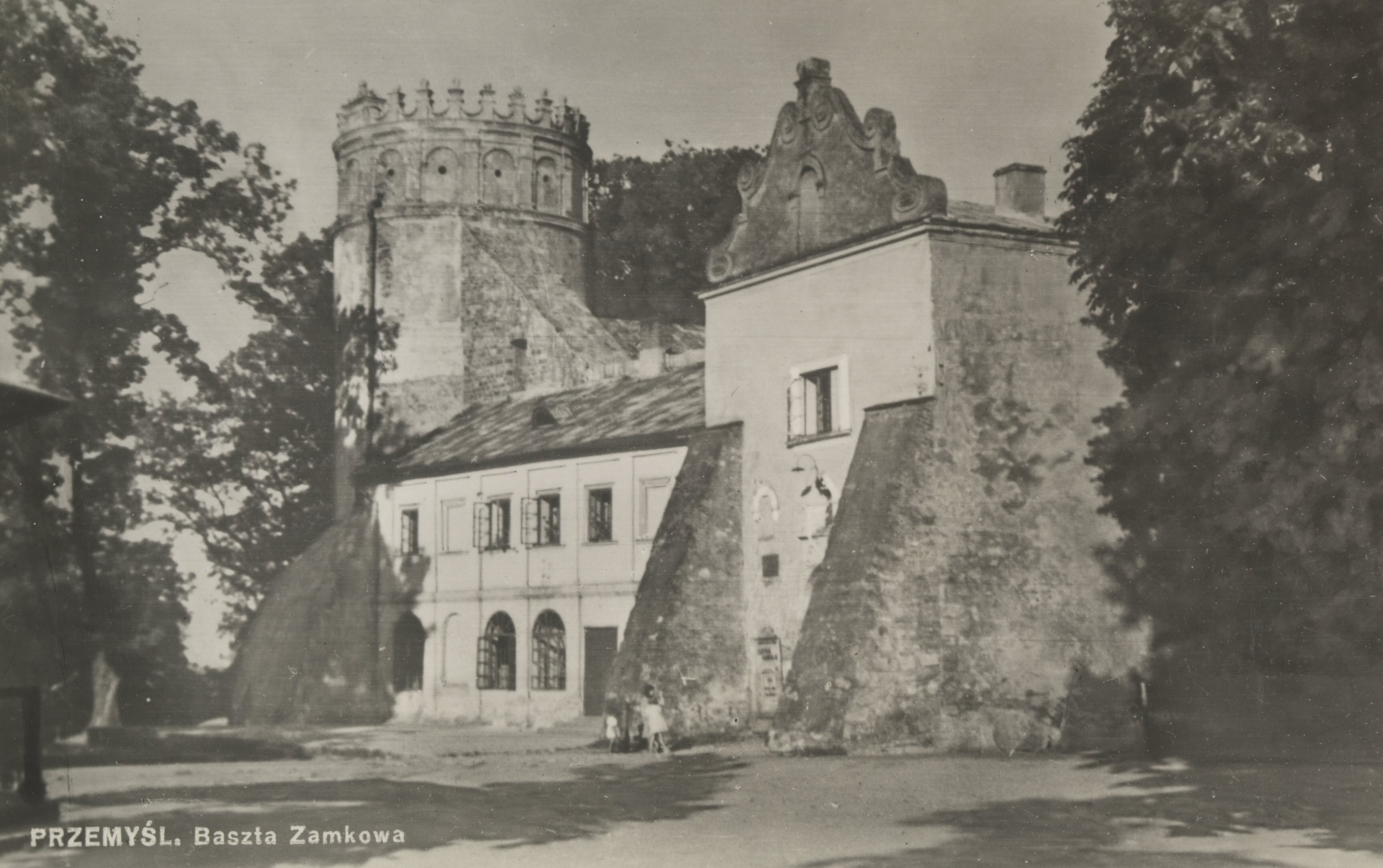
Baszta zamkowa, przed 1937
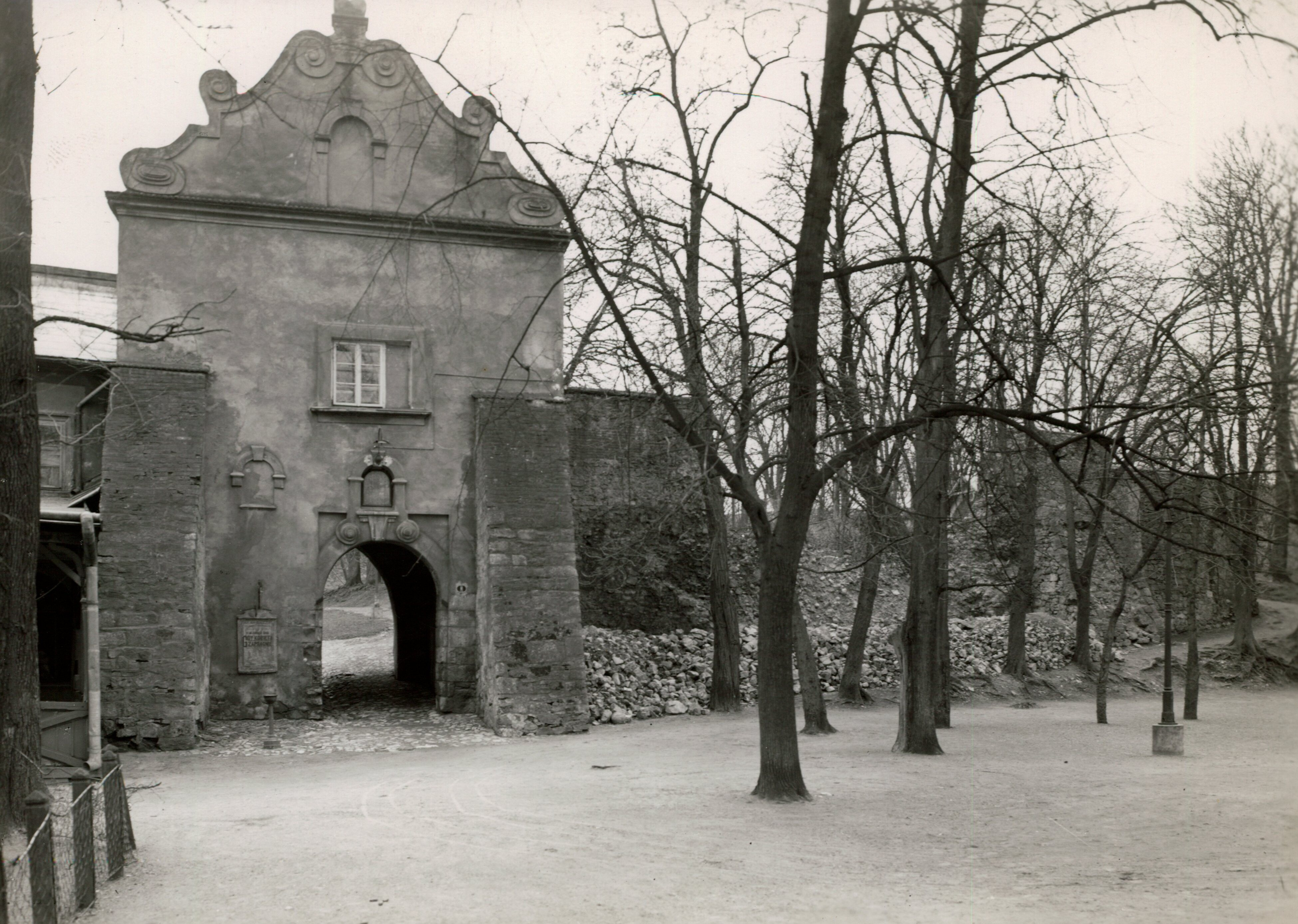
Brama zamkowa, 1939

W latach 1865–1867 wykonano remont skrzydła północno-wschodniego i baszty północnej. Zburzono też drugie piętro bramy zamkowej. W 1884 roku zamek objęło na swoją siedzibę Przemyskie Towarzystwo Dramatyczne „Fredreum”.
Pod koniec XX wieku odbudowano częściowo mur kurtynowy od strony południowo-zachodniej i obie baszty przy tej kurtynie. Na dziedzińcu odsłonięto zarys romańskiej rotundy i palatium powstałego pod koniec panowania Bolesława Chrobrego. W 2012 r. zapoczątkowano prace nad wyeksponowaniem tych reliktów oraz odkrytej w trakcie prac romańskiej bazyliki trzynawowej mylnie określanej jako Cerkiew Wołodara.

## Galeria

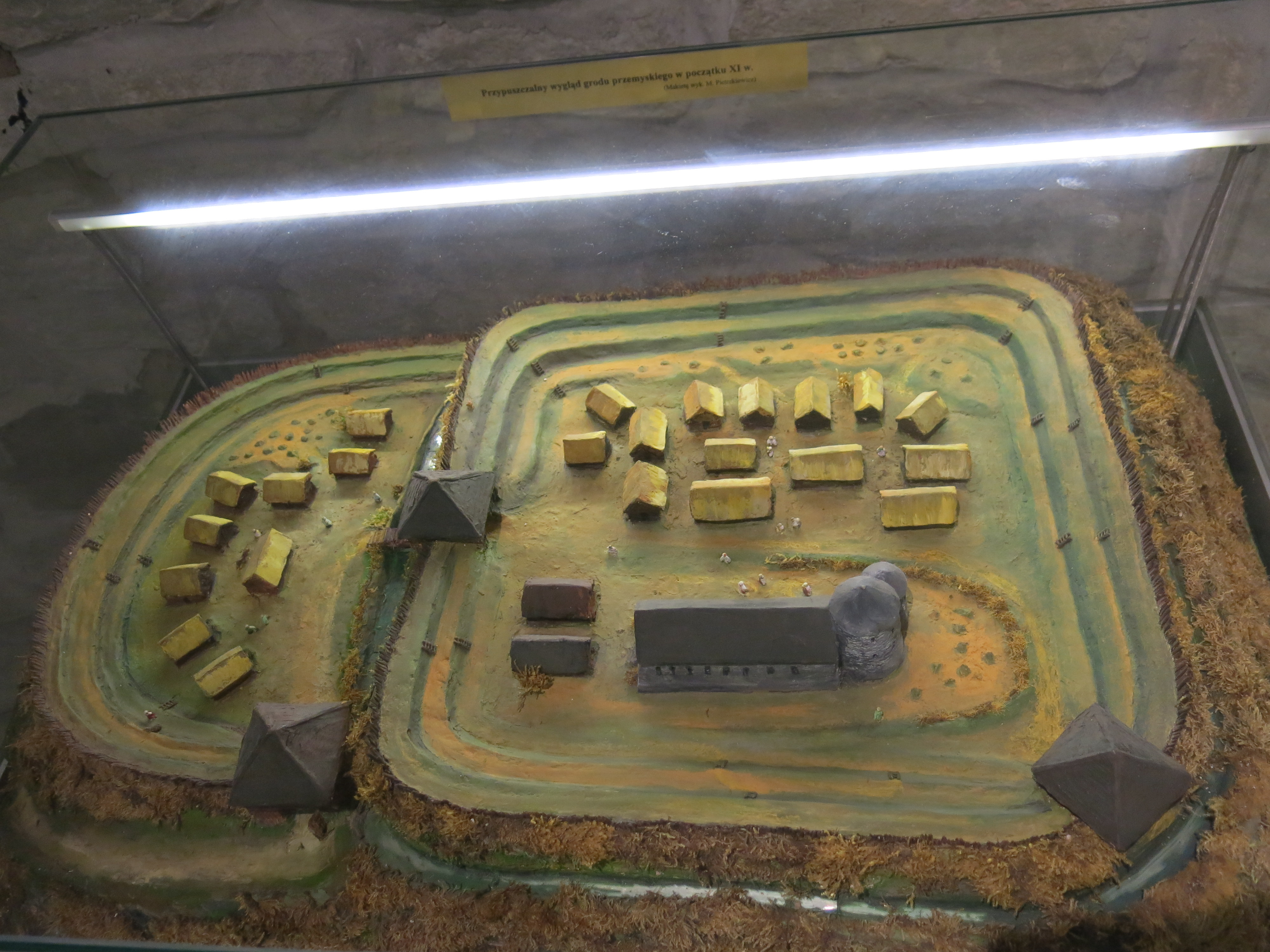
Gród w XI wieku z palatium króla Bolesława Chrobrego
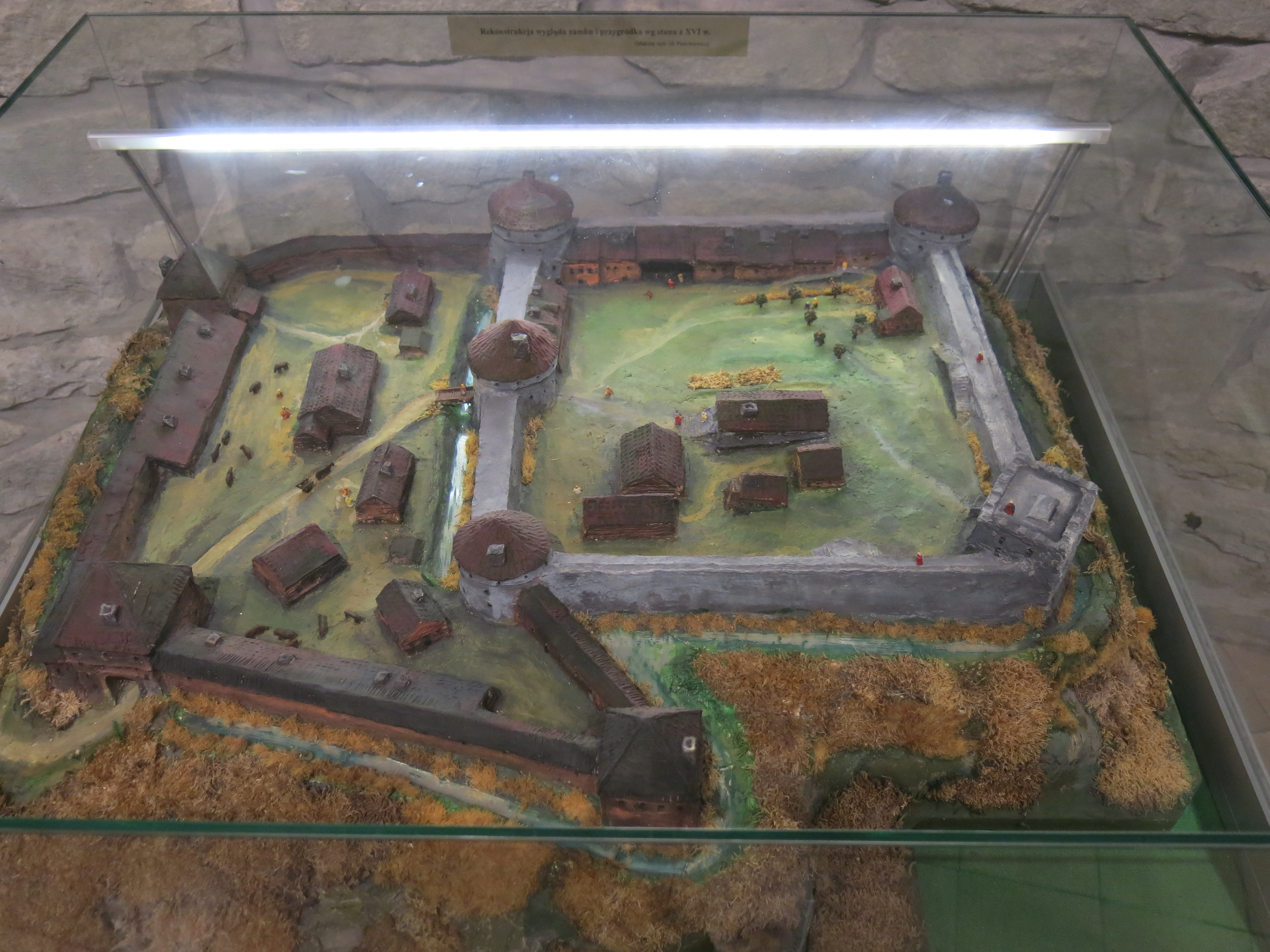
Zamek w XVI wieku
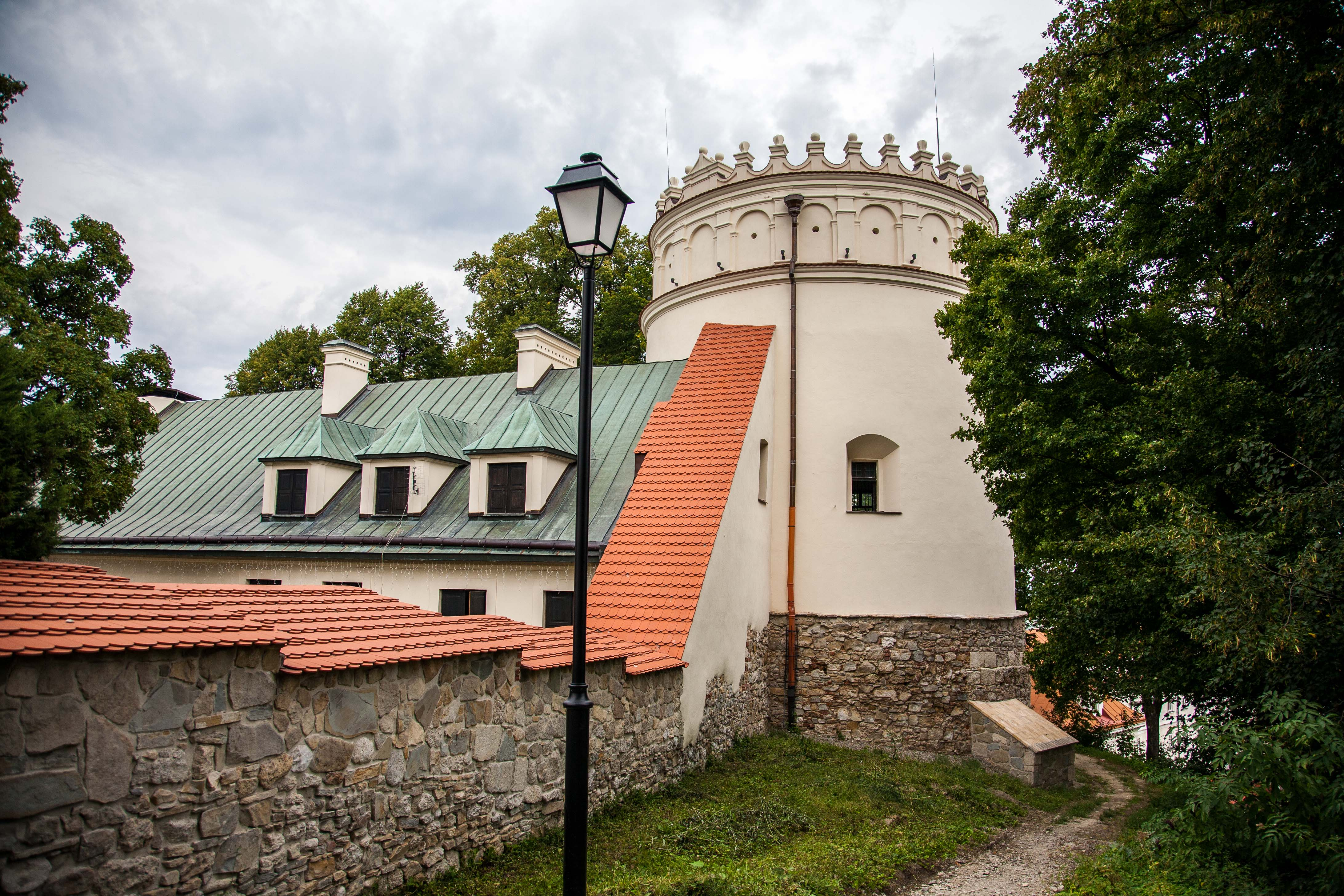
Baszta wschodnia
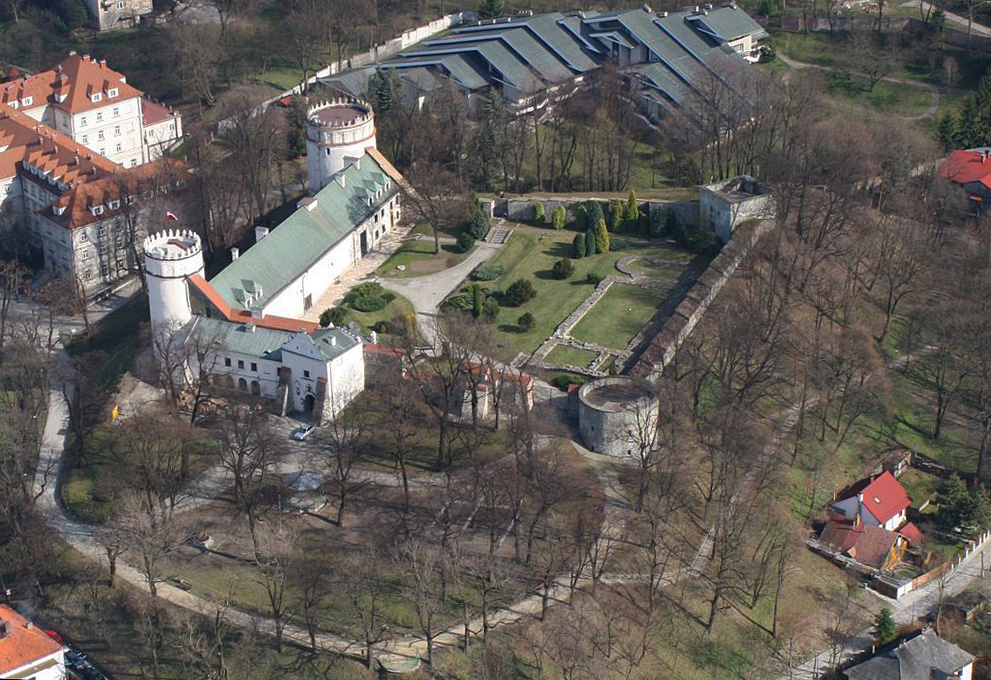
Widok z lotu ptaka
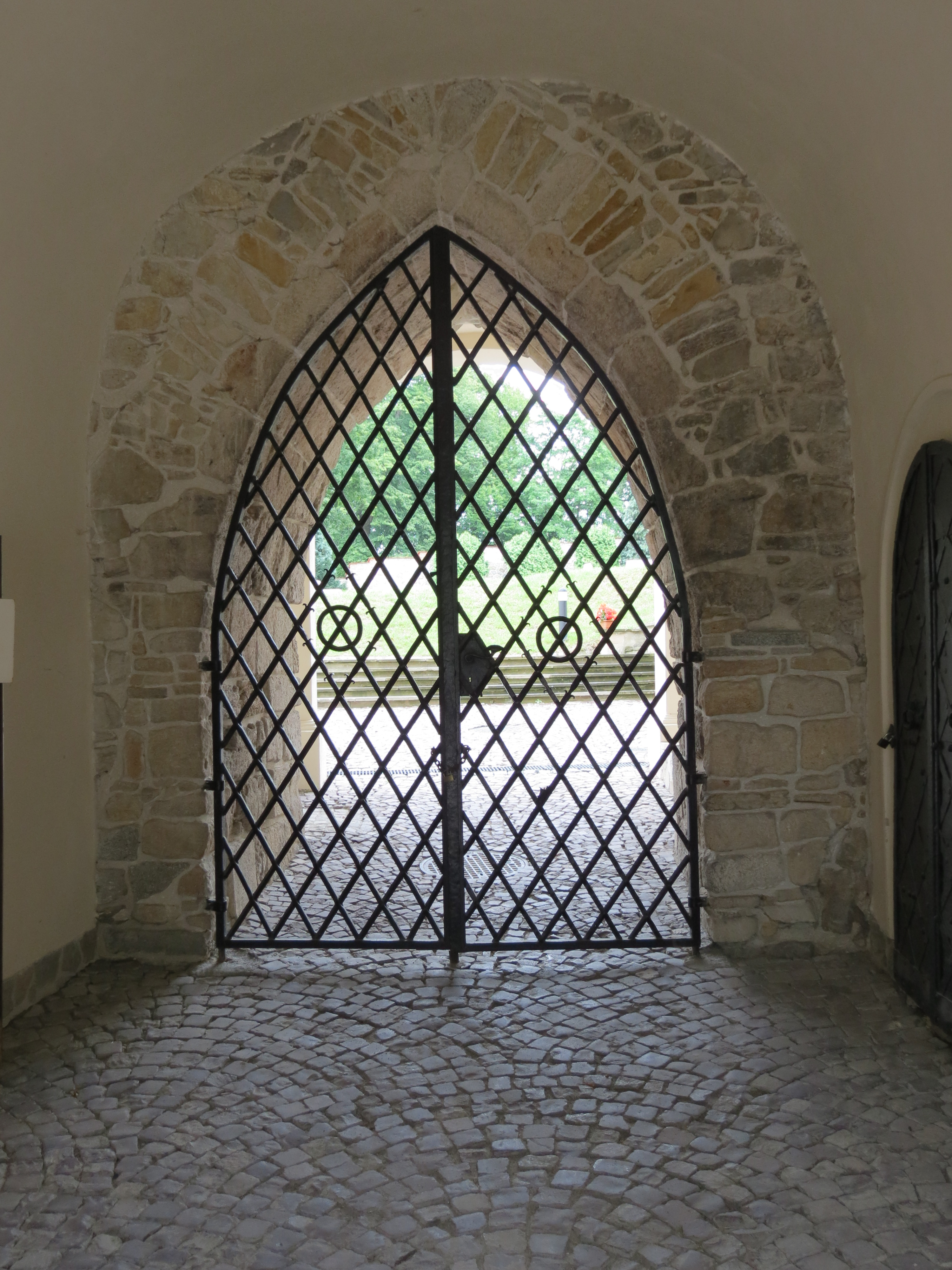
Gotycka brama zamkowa
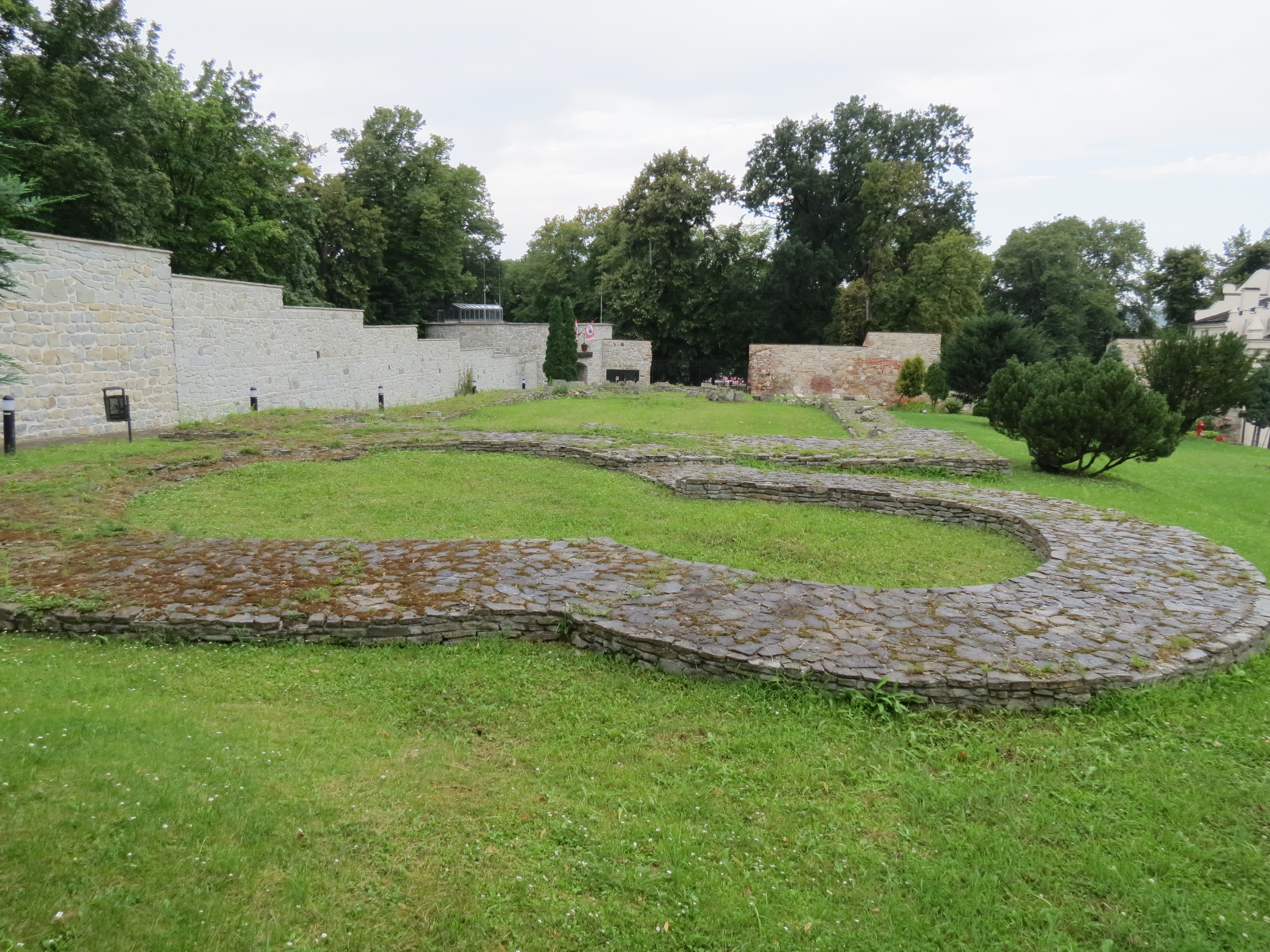
Fundamenty rotundy Bolesława Chrobrego